# J.A.K.Q. Dengekitai
J.A.K.Q. Dengekitai (ジャッカー電撃隊 (J.A.K.Q. Điện kích Đội) Jakkā Dengekitai), dịch là J.A.K.Q. Điện kích Đội là seri Super Sentai thứ hai. Nó phát sóng từ 9 tháng 4 năm 1977-24 tháng 12 năm 1977. Không như những Sentai khác có 5 thành viên, J.A.K.Q. bắt đầu với số 4. Thành viên thứ 5 (Big One) xuất hiện trong tập 23. J.A.K.Q. Dengekitai không như Himitsu Sentai Goranger, nó chỉ có 35 tập. J.A.K.Q. Dengekitai là Super Sentai thứ hai và là cuối cùng được sáng tác bởi Ishinomori Shotaro.
J.A.K.Q. hay JAKQ là viết tắt của Jack, Ace, King, Queen. Tên các thành viên J.A.K.Q. dựa theo các quân bài. Lãnh đạo của họ có mật danh là "Joker". Không có robot và quái vật khổng lồ trong J.A.K.Q. Dengekitai. Motif của phim là bộ bài tây.
Tên quốc tế của seri là The Jackers. (những Chiến binh Jacker)

## Nhân vật
- Sakurai Goro (桜井 五郎 (Anh Tĩnh Ngũ Lang)?) / Spade Ace (スペードエース Supēdo Ēsu?): Một vận động viên môn phối hợp Nhật Bản và Huy chương vàng Olympic. Ngoài việc là một nhà vô địch karate, bắn cung, và judo, ông cũng là một cưỡi ngựa tay nghề cao và một vận động viên tất cả các xung quanh đầu. Ban đầu ông từ chối lời đề nghị của Joker tham gia JAKQ, nhưng đã có một sự thay đổi của trái tim khi ông được cứu bởi Karen Mizuki, người mà ông đã quan hệ tình cảm về phía cuối của bộ truyện. Cải tiến bionic ông cho phép ông để thao tác năng lượng nguyên tử trong nhiều cách khác nhau. Sử dụng các nguồn năng lượng, Sakurai đã có thể nhìn xuyên qua các bức tường và các rào cản khác sử dụng của X-ray tầm nhìn (Chu Seishi [Neutron] Phạm vi) và di chuyển với tốc độ siêu bằng cách kích hoạt "Kosouku [Acceleration] Switch" của mình. Sakurai cũng có thể nghe thấy âm thanh xa xôi ở mức siêu nhân sử dụng "Enkaku Shuon Souchi [siêu thiết bị âm thanh]" của mình. Như Spade Ace, ông nắm giữ một số lượng vũ khí được thiết kế đặc biệt, chủ yếu đó là "Spade Nghệ thuật" quyền lực cung của mình. Với nghệ thuật Spade, Sakurai có thể bắn "nguyên tử tính" mũi tên coould đâm và mang qua hầu hết các chất. Spade Nghệ thuật cung cũng có thể được chuyển đổi thành một cây roi để ràng buộc một đối thủ. Sakurai là một nhà lãnh đạo sinh ra và sử dụng khả năng của mình để tìm ra những điểm yếu của kẻ thù của mình. Quyền hạn dựa trên nguyên tử của ông cũng cho anh ta sức mạnh đáng kinh ngạc khi đá và nổi bật đối thủ của ông. Ông xuất hiện trong Hyakujuu Sentai Gaoranger vs Super Sentai cùng với 24 Red Rangers, giới thiệu để giúp truyền cảm hứng cho các Gaoranger đội. Spade Ace là cho đến nay chỉ có Red Ranger của series Super Sentai bước sang một bên là lãnh đạo sân của đội mình.
- Higashi Ryū (東 竜 (Đông Long)?) / Dia Jack (ダイヤジャック Daiya Jakku?):Một cựu vô địch boxing Nhật, ông bị vu cáo giết người bằng cách quảng bá quyền Anh tham lam ở Las Vegas khi ông từ chối để giàn khoan một cuộc chiến vô địch. Ông đã bị chặn lại bởi Joker khi ông bị dẫn độ sang Nhật để truy tố, người yêu cầu anh phải lựa chọn giữa làm việc cho ISSIS như là một phần của JAKQ hoặc chấp hành hình phạt tù. Higashi miễn cưỡng chấp nhận lời đề nghị của Joker, dù với đặt phòng. Cải tiến bionic ông cho phép ông để thao tác dòng điện. Từ ngón tay trỏ phải của mình, ông có thể kéo ra "Eleki [Điện] Cutter" của mình, mà sau đó ông sẽ sử dụng để cắt qua các vật dày đặc. Từ ngón đeo nhẫn trái của mình, ông có thể kéo ra "Dia Laser" của mình, bắn một chùm tia laser có thể cắt tỉa thông qua hầu hết các vật liệu. Như Dia Jack, Higashi cầm mạnh mẽ "Dia Sword", mà ông có thể thấm nhuần quyền hạn điện của mình để tấn công kẻ thù với hiệu ứng gây chết người. Thanh kiếm có thể giảm và cắt đứt tấm thép rắn và kim loại dày đặc khác. Nó cũng có thể được sử dụng để tập trung và cháy bolts điện năng lượng. Higashi là một cá nhân thô và cộc cằn ai là người có thời gian rất đầu mạnh mẽ. Một chút của một kẻ cô độc, ông có xu hướng thích làm việc một mình. Ông tiếp tục giữ liên lạc với các đối tác đấm bốc cũ của mình, và yêu nhạc jazz và xe hơi nhanh chóng.
- Karen Mizuki (カレン水木 (Khải Luân Thủy Mộc)?) / Heart Queen (ハートクイン Hāto Kuin?):Một thám tử cảnh sát của hỗn hợp gốc Nhật-Da, cô được phân công điều tra các tuyến đường cho buôn bán ma túy bất hợp pháp vào Nhật Bản. Trong một cuộc điều tra, cô phát hiện ra rằng tội phạm kiểm soát một phần lớn của các đường bay và quyết định hỗ trợ ISSIS trong việc phá hủy các đường bay. Tội phạm đã cố gắng để giết Karen bằng cách sắp xếp một tai nạn xe hơi gây tử vong. Thật kỳ diệu, Karen sống sót sau tai nạn, nhưng bị mất cánh tay phải của cô. Cha cô, một sĩ quan cảnh sát đồng nghiệp, cũng đã bị giết chết trong vụ tai nạn. Enraged và tìm cách trả thù, Karen sẵn sàng chấp nhận lời đề nghị của Joker phải trải qua quá trình bionic sự và tham gia JAKQ Cô đã yêu Gorou về phía cuối của bộ truyện. Cải tiến bionic cô cho phép cô để kiểm soát từ tính. Quyền hạn từ tính dựa của cô, mà cô gọi là "Trái tim dễ thương Jiki [Magnet] Power" của mình, cho phép cô để thu hút và đẩy lùi các vật kim loại theo ý muốn. Cô thường được sử dụng quyền hạn của mình để theo nghĩa đen dừng đạn trong không trung. Quyền hạn của mình có thể được tăng cường hơn nữa bằng cách sử dụng Q-hình của cô "Tim Cute" vũ khí. Sử dụng trái tim dễ thương, Karen có thể gửi ra sóng năng lượng điện từ có bát hơn đối thủ hoặc đẩy họ vào những hành vi thất thường (mà cô hân hoan thích, yêu cầu sau đó "Bạn có muốn một?" (もう一つ,いかがですか" Mo Hitotsu, ikaga desu ka? " ?)). Trái tim dễ thương cũng có thể được sử dụng như một vũ khí tác động cùn để tấn công đối thủ. Từ ngón tay trỏ phải của cô, cô có thể kéo ra "Counter Magnetic" của mình mà có thể gửi ra một xung phát hiện từ tính, mà cô thì có thể sử dụng để xác định và xác định các đối tượng (cả kim loại và hữu cơ) trong một cách tương tự như radar. Karen là một võ sĩ có tay nghề cao và là thành thạo trong một số phương pháp chiến đấu. Trong một thời gian, cô ấy là một phần của Karate Trường Kono nơi cô kết bạn với Kono Natsuko (Shihomi Etsuko), cũng là một võ sĩ có tay nghề cao. Karen có một sự tinh tế về thời trang và thường chưng diện chặt chẽ da đỏ 'quần nóng' và khởi động dài màu đỏ.
- Daichi Bunta (大地 文太 (Đại Địa Văn Thái)?) / Clover King (クローバーキング Kurōbā Kingu?): Một nhà hải dương học người chết vì thiếu oxy trong một tai nạn tàu ngầm freaky - năm trước đó em gái yêu quý của mình Nami đã chết trong một tai nạn máy bay - cơ Daichi là cryogenically duy trì trong một cơ sở y tế để nghiên cứu cho đến khi Joker tìm thấy anh ta. Sử dụng công nghệ bionic, Joker hồi sinh Daichi là một người máy có cải tiến bionic cho phép ông để thao tác lực hấp dẫn. Bằng cách tăng trọng lượng cơ thể của mình và mật độ, Daichi có thể tăng sức mạnh siêu phàm. Với xe đạp điện của mình trong khoảng 700 mã lực, ông có thể sử dụng "Juroku [Siêu cường] Năng lượng" của mình để đục lỗ và các đối thủ đá với tác động tàn phá. Daichi có thể ném đối thủ trên khoảng cách lớn với "Juroku Nage [Power Throw]" và có thể hạ gục hàng chục đối thủ với King Power Bấm mình (キングパワープレスKingu Pawā Puresu ?) Bay tấn công nhảy. Bàn tay trái của ông có thể được chuyển đổi thành "Club Megaton" vũ khí của mình, mà có thể trở thành một quả bóng và chuỗi có thể được sử dụng để tấn công và đánh kẻ thù cũng như ràng buộc họ.
- Banba Sōkichi (番場 壮吉 (Ba Trường Trang Cát)?) / Big One (ビッグワン Biggu Wan?): Một tay chơi rực rỡ và bậc thầy của ngụy trang, ông là sĩ quan ISSIS người được gọi đến để tiếp quản các hoạt động tại Tokyo và những người đã giúp Joker thực hiện JAKQ dự án. Là một cyborg, anh được coi là "siêu người máy" cuối cùng cho cấy ghép sinh học của mình, trong đó cho phép anh ta để khai thác và vận dụng tất cả bốn sức mạnh vũ trụ (nguyên tử, từ trường, điện và hấp dẫn). Biệt danh của anh là "Shiroi Chojin" (The White bay Ace). Ông có thể chỉ đạo, quyền hạn của mình để thực hiện một loạt các kỳ công đáng kinh ngạc gồm bay, sức mạnh siêu nhiên và siêu tốc độ. Banba cầm một cây gậy chiến đấu được gọi là "Big Baton", mà ông có thể sử dụng để tấn công và đánh đối thủ với một lực lớn và tác động. Ông là một nhà lãnh đạo bình tĩnh và chiến thuật gia bậc thầy người có thể đến với những trận chiến rực rỡ nhất của kế hoạch đánh bại cyborgs tội phạm của anh. Sokichi có thể biến đổi theo ý muốn mà không cần sử dụng các Kyouka Capsules, bằng cách lấy một đánh hơi ra khỏi một màu đỏ kỳ diệu tăng thay vào đó, sau đó nhảy và chuyển trong không trung. Hai mươi bốn năm sau sự sụp đổ của tội phạm, Banban trả lại trong Hyakujuu Sentai Gaoranger vs Super Sentai là người lãnh đạo của nhóm "Dream Sentai". Ông thường không hét lên một cụm từ 'Henshin ", nhưng đã hét lên" Big One! " trong Gaoranger vs Super Sentai. Ông cũng sử dụng "Big One Finish" mà là một dấu gạch chéo quang phổ với Big Baton.

## Các tập
1. 4 Cards!! The Trump is J.A.K.Q. (4カード！！切り札はJAKQ Fō Kādo!! Kirifuda wa Jakkā?)
2. 2 Ten-Jacks!! Destroy the Secret Factory (2テンジャック！！秘密工場を破壊せよ  Tsū Tenjakku!! Himitsu Kōjō o Hakai Seyo?)
3. 5 Flushes!! Roar, Panther (5フラッシュ！ほえろパンサー Faibu Furasshu!! Hoero Pansā?)
4. 1 Joker!! The Perfect Crime's Assassin (1ジョーカー！！完全犯罪の刺客 Wan Jōkā!! Kanzen Hanzai no Shikaku?)
5. 3 Snaps!! The Ballade of Betrayal (3スナップ！！裏切りのバラード Surī Sunappu!! Uragiri no Barādo?)
6. 9 Pokers!! The Beauty's Trap (9ポーカー！！美女の罠 Nain Pōkā!! Bijo no Wana?)
7. 8 Supercars!! Super-Speed, 350 km/h (8スーパーカー！！超速350キロ Eito Sūpākā!! Chōsoku Sanbyaku Gojū Kiro?)
8. 6 Targets!! Exploding Flowers (6ターゲット！！爆発する花 Shikkusu Tāgetto!! Bakuhatsu Suru Hana?)
9. 7 Straights!! The Deadly Fist of Underworld (7ストレート！！地獄の必殺拳 Sebun Sutorēto!! Jigoku no Hissatsu Ken?)
10. 11 Collections!! Invitation to Happiness (11コレクション！！幸福への招待 Erebun Korekushon!! Kōfuku e no Shōtai?)
11. 13 Jackpots!! Burn! Flames of Friendship (13ジャックポット！！燃えよ! 友情の炎 Sātīn Jakkupotto!! Moe yo! Yūjō no Honō?)
12. 10 Pyramids!! The Maze of the Golden Mask (10ピラミッド！v黄金仮面の迷路 Ten Piramiddo!! Ōgon Kamen no Meiro?)
13. Blue Key Quiz!! The Riddle of the Secret Room Murder Riddle (青いキークイズ！！密室殺人の謎・なぞ Aoi Kī Kuizu!! Misshitsu Satsujin no Nazo - Nazo?)
14. All Supercars!! Violence!! Great Violent Dash!! (オールスーパーカー！！猛烈！！大激走!! Ōru Sūpākā!! Mōretsu!! Dai Gekisō!!?)
15. The Crimson Occult!! Ghost Story - Vampire (真赤なオカルト！！怪談・吸血鬼 Makka na Okaruto!! Kaidan - Kyūketsuki?)
16. Black Baseball!! The Attacking Miracle Ball (黒いベースボール！！襲撃する魔球 Kuroi Bēsubōru!! Shūgeki Suru Makyū?)
17. Black Demon Moon!! Ghost Story - Underworld House (黒い悪魔つき！！怪談・地獄の家 Kuroi Akuma Tsuki!! Kaidan - Jigoku no Uchi?)
18. Blue Whirling Tides!! The Face of the Secret Spy (青いうず潮！！秘密スパイの顔 Aoi Uzushio!! Himitsu Supai no Kao?)
19. Great Crimson Adventure!! Demon Extermination of Bottomless Haunts (真赤な大冒険！！底なし魔境の鬼退治 Makka na Daibōken!! Sokonashi Makyū no Oni Taiji?)
20. Messenger of Darkness!! The Transparent Monster Runs the Darkness (暗黒の使者！！透明怪物が闇を走る Ankoku no Shisha!! Tōmei Kaibutsu ga Yami o Hashiru?)
21. The Rose-Colored Baseball Era!! CRIME's Slugger (バラ色の野球時代！！クライムの強打者 Bara-iro no Yakyū Jidai!! Kuraimu no Kyūdasha?)
22. Big Red Counterattack! Attack the Suicide Bomber Army (赤い大逆転！自爆軍団を攻撃せよ Akai Dai Gyakushū!! Jibaku Gundan o Kōgeki Seyo?)
23. White Superman! Big One (白い鳥人！ビッグワン Shiroi Chōjin! Biggu Wan?)
24. Demon? Angel?! The Marvelous Flute-Playing Man (悪魔か？天使か？！不思議な笛吹き男 Akuma ka? Tenshi ka?! Fujiki na Fuefuki Otoko?)
25. Victory? Death?! Demon Shogun and Mechanization Army (勝利か？死か？！鬼将軍と機械化軍団 Shōri ka? Shi ka?! Oni Shōgun to Kikaika Gundan?)
26. Invaders!? The Mysterious Space Pirate Ship (インベーダーか！？謎の宇宙海賊船 Inbēdā ka!? Nazo no Uchū Kaizokusen?)
27. The Despot's Ambition!! Break it! The Death Camp (独裁者の野望！！砕け！死の収容所 Dokusaisha no Yabō!! Kudake! Shi no Shūyōjo?)
28. My Secret! A Space Monster in My Pocket (ぼくの秘密！ポケットの中の宇宙怪物 Boku no Himitsu! Poketto no Naka no Uchū Kaibutsu?)
29. Go, 7 Changes! Iron Claw vs. Big One (行くぞ七変化！鉄の爪対ビッグワン Iku zo Shichi Henge! Tetsu no Tsume Tai Biggu Wan?)
30. The Code That Calls Death! Deadly Poison, Cobra Twist (死を呼ぶ暗号！猛毒コブラツイスト Shi o Yobu Angō! Mōdoku Kobura Tsuisuto?)
31. Red Impact! The Spy is a 4th Grader (赤い衝撃！スパイは小学四年生 Akai Shōgeki! Supai wa Shōgaku Yonensei?)
32. Which is the Real One?! Danger, Big One (どっちが本もの？！危うしビッグワン Dotchi ga Hon Mono?! Ayaushi Biggu Wan?)
33. The Blitzkrieg Squad Annihilated?! CRIME's Cooking Class (電撃隊全滅か？！クライムのお料理教室 Dengekitai Zenmetsu ka?! Kuraimu no O-ryōrikyōshitsu?)
34. Infiltration! CRIME Fortress Island (潜入！クライム要塞島 Sennyū! Kuraimu Yōsai Shima?)
35. Big Victory! Farewell, JAKQ (大勝利！さらばジャッカー Daishōri! Saraba Jakkā?)

## Phim
- JAKQ Dengekitai (Phiên bản điện ảnh của tập 7)
- JAKQ Dengekitai vs. Goranger

## Diễn viên
- Narrator: Toru Ohira
- Gorou Sakurai (桜井五郎 Sakurai Gorō?)/Spade Ace (スペードエース Supēdo Ēsu?): Yoshitaka Tanba
- Ryuu Higashi (東竜 Higashi Ryū?)/Dia Jack (ダイヤジャック Daiya Jakku?): Tairayama Itou
- Karen Mizuki (カレン水木 Karen Mizuki?)/Heart Queen (ハートクイン Hāto Kuin?): Mitchi Margaret Love
- Bunta Daichi (大地文太 Daichi Bunta?)/Clover King (クローバーキング Kurōbā Kingu?): Yuusuke Kazato
- Soukichi Banba (番場壮吉 Banba Sōkichi?)/Big One (ビッグワン Biggu Wan?): Hiroshi Miyauchi

### Đóng thế
- Spade Ace/Big One: Jyunichi Haruta (credited as Misao Haruta) and Yoshinori Okamoto
- Dia Jack: Hiromichi Suzuki
- Heart Queen: Minoru Yokohama
- Clover King:: Hirohumi Koga

## Bài hát
Opening theme
- "J.A.K.Q. Dengekitai" (ジャッカー電撃隊 Jakkā Dengekitai?)
  - Lời: Shotaro Ishinomori
  - Sáng tác và biên tập: Michiaki Watanabe
  - Thể hiện: Isao Sasaki with Koorogi '73

Đầu
- "Someday, Flowers Will Bloom" (いつか、花は咲くだろう Itsuka, Hana wa Saku Darō?)
  - Lời: Saburō Yatsude
  - Sáng tác và biên tập: Michiaki Watanabe
  - Thể hiện: Isao Sasaki